# كيفن ماكلوكين
كيفن ماكلوكين (بالإنجليزية: Kevin McLoughlin)‏ هو لاعب كرة القدم الغالية أيرلندي، ولد في 1988 في دبلن في جمهورية أيرلندا.